# Романова (Пермский край)
Романова — деревня в Кудымкарском районе Пермского края. Входила в состав Степановского сельского поселения. Располагается северо-западнее от города Кудымкара. Расстояние до районного центра составляет 4 км. По данным Всероссийской переписи населения 2010 года, в деревне проживало 52 человека (23 мужчины и 29 женщин).

## История
По данным на 1 июля 1963 года, в деревне проживало 84 человека. Населённый пункт входил в состав Сервинского сельсовета.